# Exar Kun
Exar Kun a Csillagok háborúja univerzum egyik kitalált karaktere.

## Története
Exar Kun története olyan 4000 évvel a Yavini csata előtt játszódhat. Ő volt az egyik leghatalmasabb jedi, akinek a jövő rengeteg köszönettel tartozik a duplapengés fénykard miatt, melyet rengetegen használtak testének pusztulása után.
Vodo-Siosk-Baas mester keze alatt tanult a Dantooine bolygón létesített Jedi Akadémián két catharszerű lény társaságában, kiknek neve: Crado és Sylvar. Az egyik keményebb fénykard edzésen Exar ingerelte Sylvart, aki ezért cserébe keményen arcon karmolta. Ebben a harcban Sylvar mondta Exarnak, hogy a fiú nem igazi jedi. A viszálykodásnak Vodo Baas mester úgy vetett véget, hogy kihívta Exar Kun egy párbajra. A mester egy Erővel felruházott bottal küzdött míg Exar fénykarddal. Vodo-Siosk-Baas legyőzte Exart, de Kun megszerezte Crado fénykardját és így sikerült kettévágnia mestere botját. Exar dühe csillapodott, de Baas észrevette, hogy tanítványa közelebb került a Sötét Oldalhoz.
Egy hónappal később Exar elhagyta a Dantooinet és az Onderonra ment, ahol Jedi archeológusnak álcázta magát, hogy megnézze Freedon Nadd sith tárgyait. Két naddist segítségével Exar Kunnak sikerült eljutnia a Duxnra, ahol bement Freedon Nadd sírjába. A sírban Exar Freedon Nadd szellemének segítségével talált két tekercset, amelyekkel eljuthat a Korriban bolygóra. Mikor kijött a sírból találkozott Nadd követőivel és haragjában elpusztította a naddistákat. Exar kezdte megadni magát saját sötétségének. Megértette a tekercseket és hamar eljutott a Korribanra. Nadd szelleme segített Exarnak bejutni a sírokba, ahol egy sziklaomlás sarokba szorította a férfit. Exar próbált segítséget kérni régi mesterétől, de nem sikerült. Nadd felajánlotta neki a segítségét, ha átáll a Sötét Oldalra. Exar nem akarta elhagynia a Világos Oldalt, de az életét még kevésbé. A Sötét Oldal meggyógyította Exar testét, de a lelkét romlásba hozta.
Egészségesen Exar Kun újra szétnézett a sírokban. Nadd mesélt neki Naga Sadow-ról és az ő alkimista kísérleteiről, amelyek testet adtak a szellemeknek. Nadd azt kérte Kuntól, hogy adjon neki egy új testet. Exar Kun azt mondta elmegy a Yavin 4-re, de nem fogja a Sötét Oldalt szolgálni, Nadd erre azt válaszolta, hogy Kun már rég azt szolgálja.
Miután Exar elment a Yavin 4-re mondta Naddnek, hogy hagyja őt békén. Exart megtámadták a Massasik, akik mutáns teremtmények voltak Sadow kísérleteiből. Exar Kun nem akarta használni a Sötét Oldalt, de a Világos Oldalt nem is tudta, így hát a Massasik elkapták és egy rituáléhoz vezették, ahol egy oszlophoz kötözték. Exart meg akarták öletni egy szörnyeteggel, de Nadd szelleme mondta Exarnak, hogy használja a talizmánt, amit a szoborra helyeztek.
Exar meg is tette ezt és elpusztított mindenkit, aki ellenezni merészelte őt, Nadd szellemével együtt. Hamarosan Exar a massasik vezetője lett és templomokat építtetett velük. Az egyik templom tartalmazott egy fekete kőből készült szobrot Exarról, ez az épület lett Exar privát pihenő helye.
Mindezek után, Nadd már úgy érezte, hogy Exar teljesen az uralma alatt van, ám Exar elárulta őt, és elpusztította szellemét.
Exar tanítványa, Ulic Qel-Droma elszakadt a Sötét Oldal rabságából, miután megölte saját testvérét. Bánatában elárulta Kun tartózkodási helyét. A Galaxis valamennyi Jedije elindult Exarhoz. Exar tudta, hogy innen nincsen menekvés számára, ezért egy rituálé során elpusztította az össze élőlényt a környezetéből, így teste elpusztult, de a lelke fennmaradt a Yavin-4 templomában. 
Több ezer évvel később a Luke Skywalker alapította Új Jedi Rend tagjai találtak rá Kunra, aki megkísérelte elcsábítani egyik tanítványát. Végül, együttes erővel képesek voltak megsemmisíteni Exar Kunt.

## Külső hivatkozások
- FileFront entry on Exar Kun Archiválva 2009. május 21-i dátummal a Wayback Machine-ben
- Electronic Gaming Monthly (Free with registration)
- Worldsources Online (Free with registration))
- The Language of Film – Dictionary and Research Guide – Exar Kun